# مقاطعة ستارك (إنديانا)
مقاطعة ستارك (بالإنجليزية: Starke County, Indiana) هي إحدى مقاطعات ولاية إنديانا في الولايات المتحدة. تأسست سنة 1850، بلغ عدد سكانها 23363 نسمة في عام 2010 حسب إحصاء مكتب تعداد الولايات المتحدة وتصل الكثافة السكانية فيها 29 نسمة/كم2.

## وصلات خارجية
- http://www.co.starke.in.us/ نسخة محفوظة 18 أبريل 2018 على موقع واي باك مشين.
- United States Counties